# كين ويتفيلد
كين ويتفيلد (بالإنجليزية: Ken Whitfield)‏ (24 مارس 1930 في المملكة المتحدة - 1995) هو مدرب كرة قدم ولاعب كرة قدم بريطاني في مركزي قلب الدفاع والدفاع. لعب مع برايتون أند هوف ألبيون وكوينز بارك رينجرز ومانشستر سيتي ووولفرهامبتون واندررز.